# Orientering
Orientering är att hitta sin väg i obekant mark. Som sport går orientering ut på att med hjälp av orienteringskarta och kompass besöka ett antal, på kartan och i terrängen markerade, kontroller på kortast möjliga tid. Start, mål och kontroller utgör en "orienteringsbana". Kontrollpunkterna markeras oftast i terrängen av orange-vita skärmar. Vid nattorientering används röd-vit-blåa reflexer som kontroll.

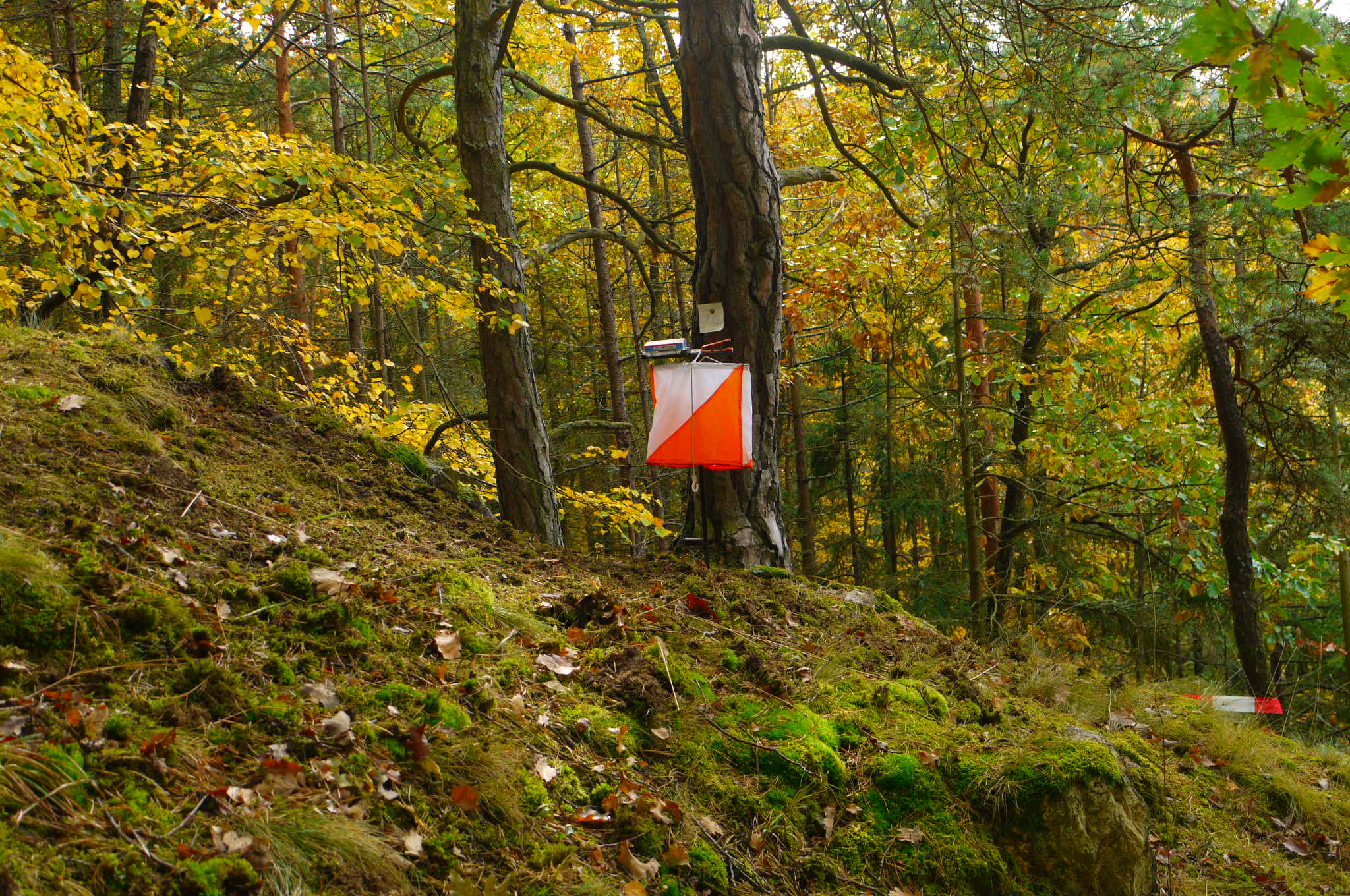
En kontrollpunkt med en orange-vit skärm.

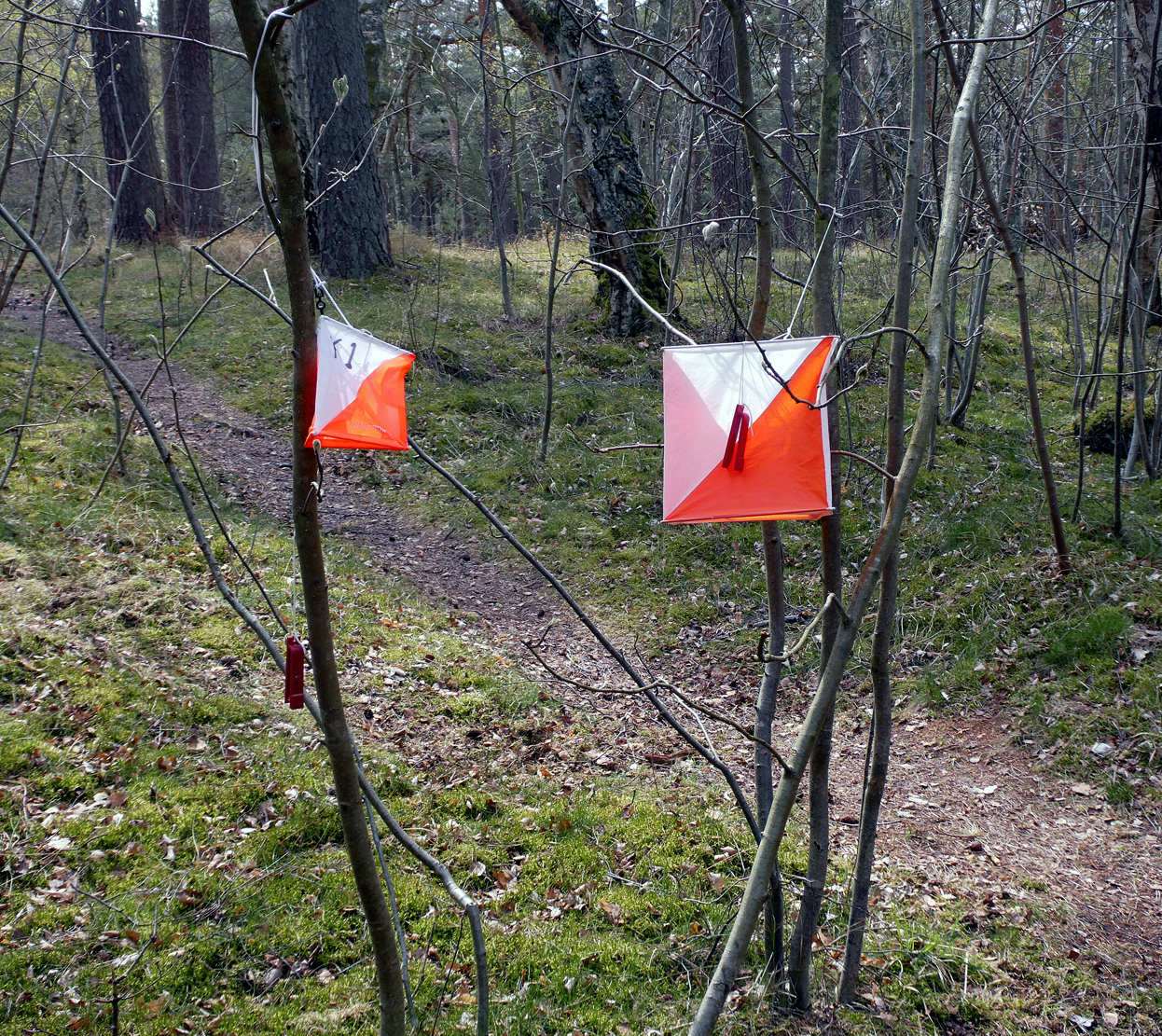
En kontrollpunkt med två olika stora skärmar.

## Etymologi
Ordet orientering härstammar från det latinska ordet oriens ('uppgående', vilket syftade på den uppgående solen). Tidigare uppfattade man öster som det viktigaste väderstrecket, då man tänkte sig både paradiset och Kristi återkomst ske i öster (även Jerusalem låg i Österlandet – Orienten). Att orientera var då att finna ut var öster ligger och därigenom bestämma de andra väderstrecken eller exempelvis rikta en karta eller kikare enligt väderstrecken. Kristna kyrkor är ofta anlagda i väst-östlig ledd och med koret i öster; medeltidens kartor var på samma sätt ofta ritade med öster uppåt på kartan.

## Hjälpmedel

### Karta

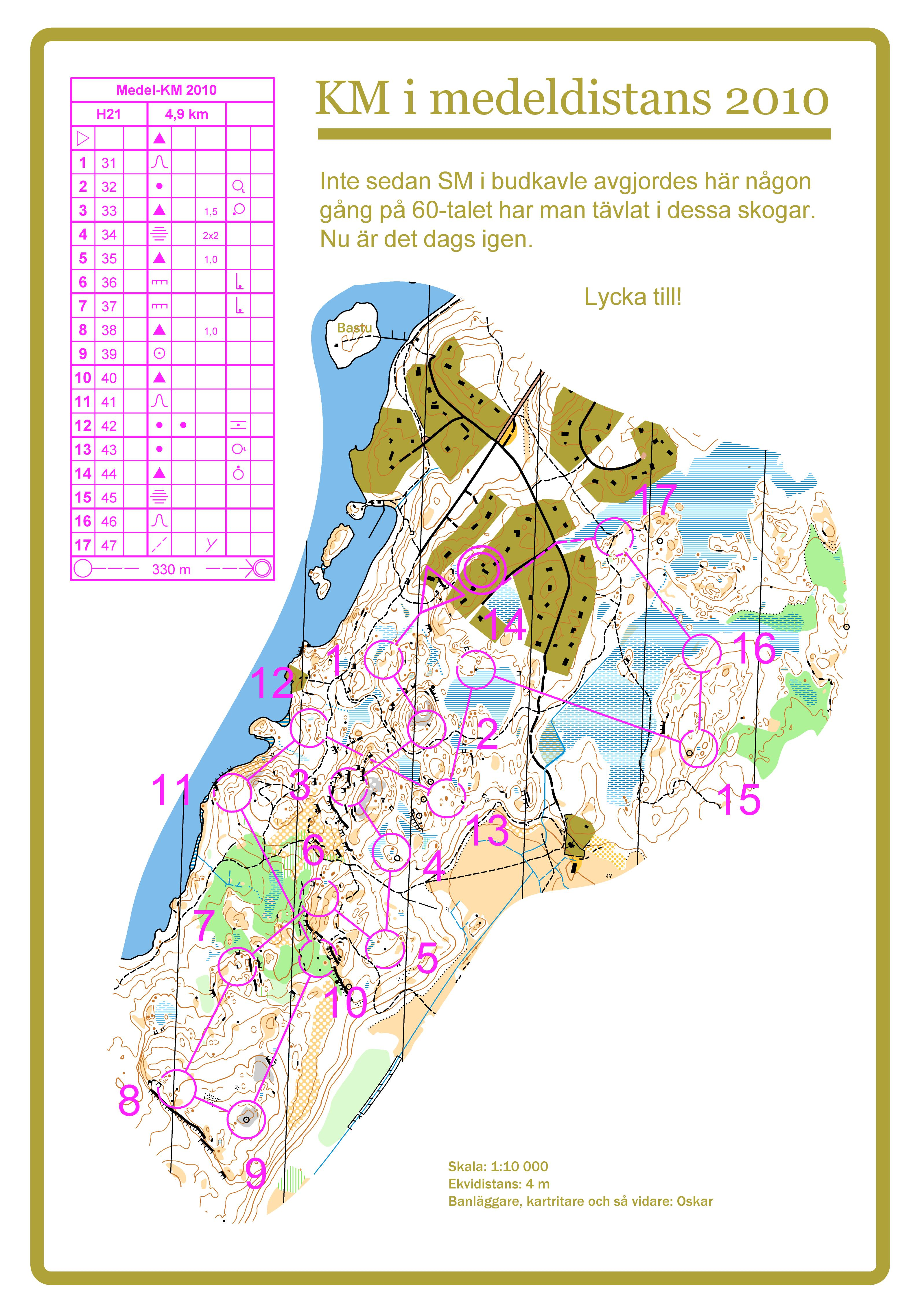
Ett exempel på hur en karta kan se ut.

Vanligen behöver man minst en karta för att finna sin väg i okänd terräng. Utan hjälpmedel kan man bland annat med hjälp av solen, månen eller stjärnorna, terrängformer, olika tecken i naturen och spår av mänsklig verksamhet hålla en ungefärlig riktning åt det håll man vill komma, och motsvarande dra slutsatser om var terrängen är lämplig och var det finns vatten, skydd eller människor.
Ju mer detaljerad och korrekt karta man har tillgång till, desto noggrannare kan man orientera och desto mindre beroende är man av att kunna bestämma väderstrecken. Vanligen är landsvägskartor och översiktskartor inte tillräckligt noggranna för att användas för att hitta i terrängen.
Kartorna som används till orienteringstävlingar är speciellt ritade för orientering. Kartan är vid långdistans i skala 1:15 000 i klasserna HD16-HD35. Vid medeldistans och stafett (även för ungdomar och äldre under långdistans) är kartan i skala 1:10 000. Vid sprintdistans används 1:5 000 eller 1:4 000. Vid undantagsfall kan även skalan 1:7 500 användas, ex. i extremt detaljerad terräng. Vid sprint skiljer sig kartorna också från de andra, då de har symboler för till exempel häckar, statyer och olika typer av markläggning, detta för att öka läsbarheten i högt tempo. Höjdskillnaden mellan höjdkurvorna, ekvidistansen, på en orienteringskarta är oftast 5 meter men kan i områden med mindre höjdskillnader vara lägre.

### Kompass

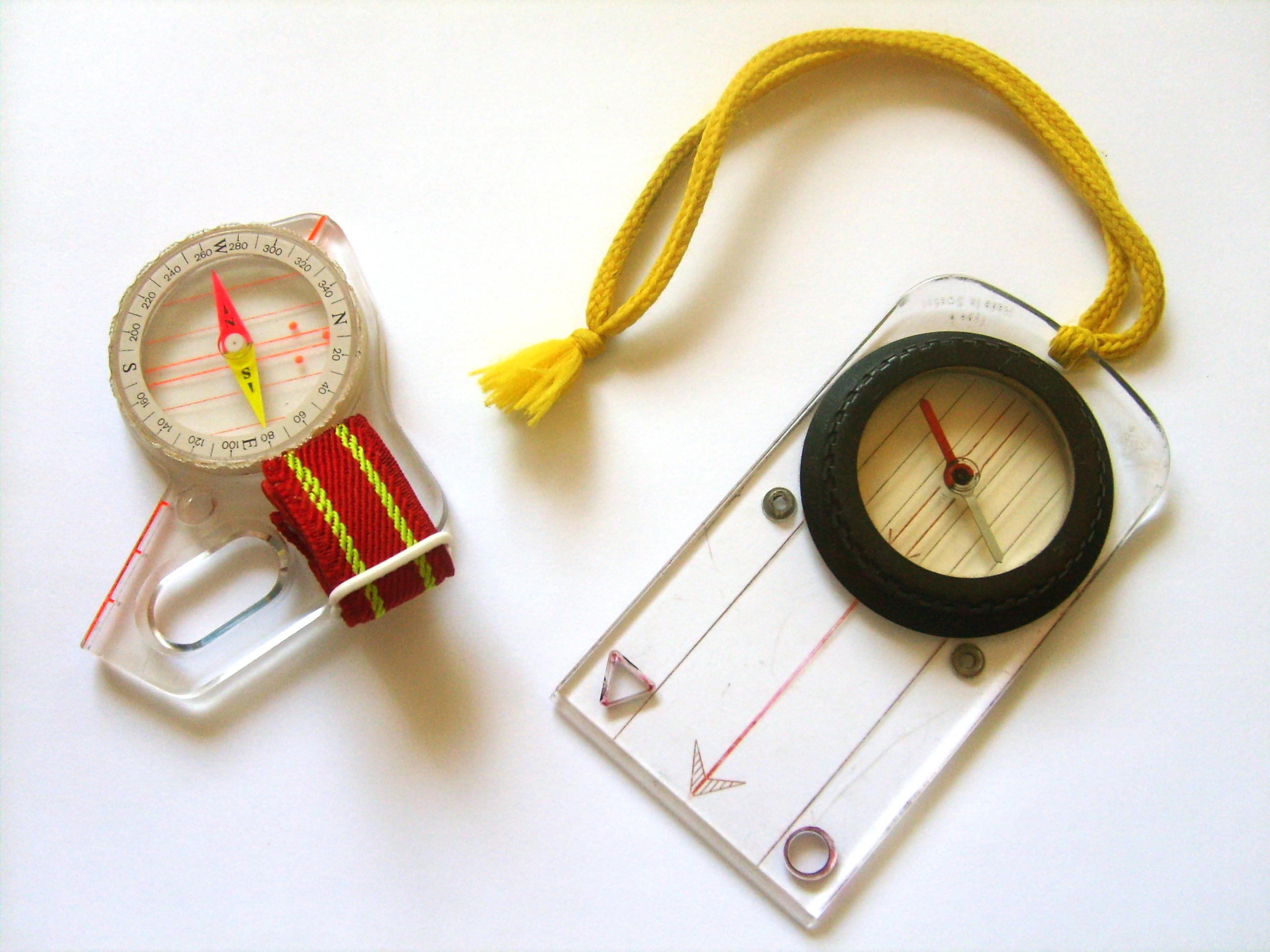
Kompass är ett vanligt hjälpmedel inom orienteringen, här finns både en tumkompass (tv) och en "vanlig" kompass, även kallad "planka" (th).

Kompassen är mycket viktig för att man skall kunna hålla en riktning, speciellt i tätbevuxen skog, på natten eller i områden utan många detaljer. På svårare banor finns få tydliga punkter som vägar och hus, då använder man kompassen för att kunna ta ut en riktning. Vanligtvis använder man en orienteringskompass, som är lätt att hålla i handen. Det finns olika sorters kompasser för om man orienterar på det södra eller det norra halvklotet.

### Stämplingssystem
Vid kontrollerna sitter en elektronisk enhet som skickar information till en löparbricka, som varje orienterare har med sig. Löparbricka sitter oftast på ett finger eller på handleden. När man kommer till en kontroll "stämplar" man i den elektroniska enheten, och då sparas en tid i brickan. När löparen kommer i mål överförs informationen från orienterarens bricka till en dator, som sedan kontrollerar att alla kontroller är besökta i rätt ordning. Efter tävlingen sammanställer datorn alla löpares tider, och skapar automatiskt en resultatlista. I Sverige och i många europeiska länder används oftast det tyska elektroniska stämplingssystemet Sportident. I bl.a. Finland och Norge används det norska stämplingssystemet Emit. 
Tidigare använde man sk. startkort för att bevisa att man varit vid alla kontroller. Startkortet bestod av en tabell med numrerade rutor, en ruta för varje kontroll i nummerordning. Stämplingen bestod av en plastklämma med nålar på, en sk. stiftklämma. Nålarna satt i olika unika mönster, för att bevisa att man besökt alla kontroller. Problemet med startkorten var att rättningen tog lång tid, eftersom varje startkort behövde kontrolleras manuellt. De elektroniska systemen kom på 1990-talet och var lättare för arrangörer, eftersom resultatlistorna skapades automatiskt, men också för att de elektroniska systemen är mer säkra från fusk.

### Kläder och skor

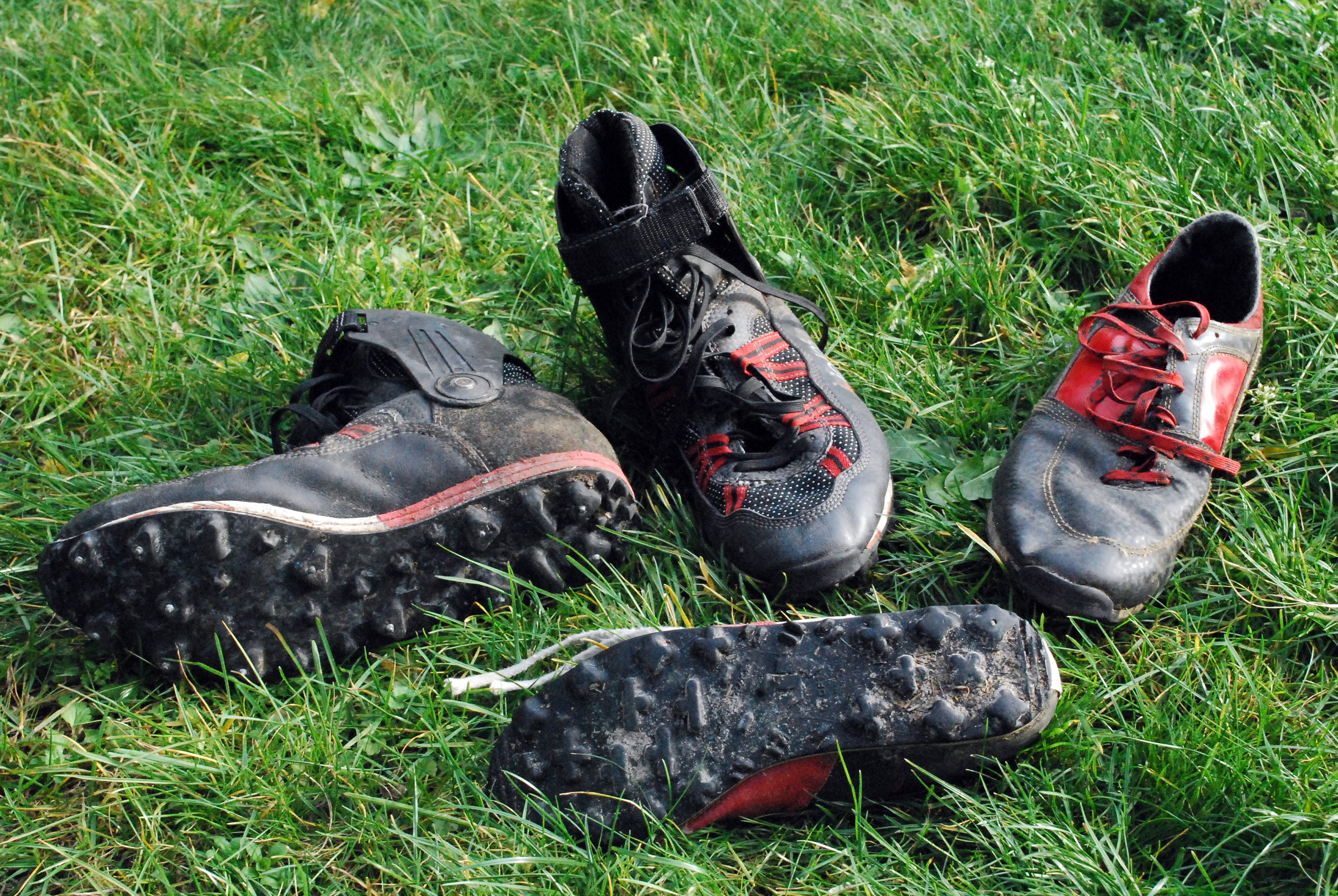
Orienterings-skor

Orienterare har på sig speciella orienteringskläder. Enligt de svenska tävlingsreglerna måste man ha "heltäckande klädsel" under tävlingar, vilket betyder att man måste ha kläder på hela kroppen, utom huvudet och armarna (dock ska axlarna vara täckta). Man har heltäckande klädsel för att undvika skador och spridning av sjukdomar. Det finns undantag från denna regel på vissa orienteringstävlingar som går i park- eller stadsmiljö, då tillåts linne och shorts. Orienteringsklubbar köper ofta in specialdesignade klubbkläder som medlemmarna i klubben kan ha på sig, där namn och sponsorer finns.
Skorna som orienterare använder är också specialgjorda. Man får använda vilka skor man vill men orienteringsskor är vanligast. Orienteringsskorna är väldigt lätta, och är inte så uppbyggda som löparskor. Orienteringsskor har inte heller dämpning. Det skorna har är antingen gummi-dubbar eller metall-dobbar. Detta gör så att man får bättre fäste då det kan vara halt i skogen.

### Övriga hjälpmedel
Ofta används en "definition" eller "anvisning" för att veta exakt var på kontrollpunkten kontrollen sitter. Man har en definitionshållare på armen, och på varje tävling får man då en papperslapp med en tabell där alla kontrollpunkter beskrivs. Man ser exempelvis om kontrollen sitter på höger eller vänster sida om en sten, ovanför eller nedanför en brant eller på vilken sida om en bäck. På definitionen ser man också kontrollnumret (kodsiffran) varje stämplingsenhet har, så att man vet att man har kommit till rätt kontroll.
Vid nattorientering används vanligen pannlampor.
Många orienterare har idag GPS-klockor för att efter loppet kunna se var man har sprungit, se GPS och vägvalsanalys.

## Orienteringstävlingar
Det finns olika typer av orientering vilka i huvudsak skiljer sig genom:
- Sättet utövaren förflyttar sig mellan kontrollerna, till exempel till fots, per skidor, cykel eller bil
- Upplägget av banan, tex. hur tätt kontrollerna sitter, hur många kontroller som finns
- Terrängen orienteringen sker i, till exempel skog, park, stad
- Längden på banan
- När på dygnet orienteringen sker, dag eller natt. Vid orientering i mörker används pannlampa.

Den vanligaste formen av orientering är orienteringslöpning (akronym: OL), där utövaren förflyttar sig mellan kontrollerna till fots.

### Distanser

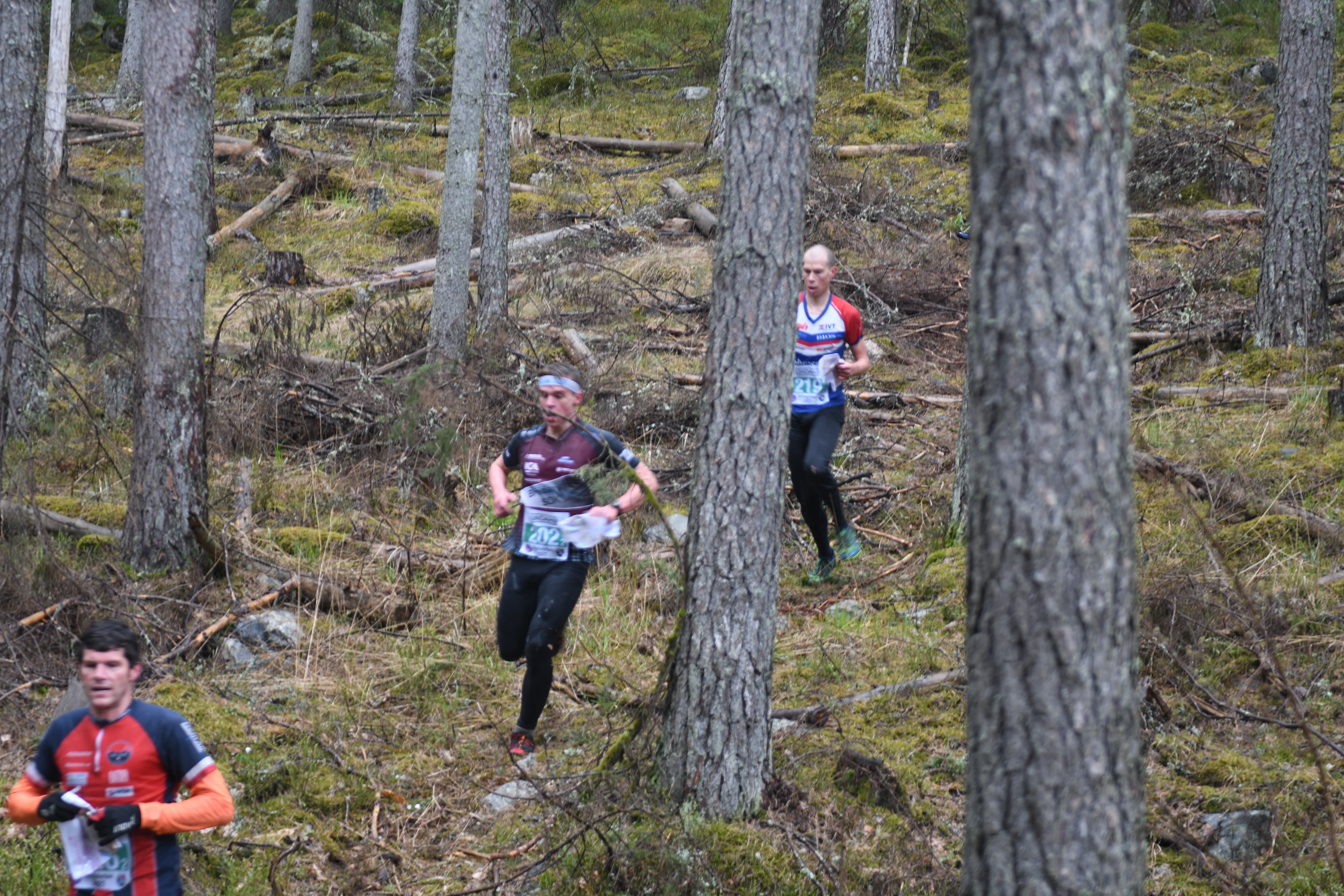
Tre orienterare under en stafett i Sörmland 2020.

Tävlingar i orienteringslöpning avgörs på följande distanser:
- Sprint
- Medeldistans (tidigare kortdistans)
- Långdistans (tidigare klassisk distans)
- Ultralång distans (tidigare långdistans)
- Stafett/Budkavle

### Klasser
Orienteringen har en väl utbyggd klassindelning så att man i regel tävlar mot deltagare i ungefär samma ålder.  Från 10 och upp till 20 år är det tvåårsklasser. Senior är man mellan 21 och 34 år. Från 35 års ålder gäller femårsklasser (i vissa fall tioårsklasser). Det förekommer deltagare i 95-årsklassen i större tävlingar. Man delar också upp herrar och damer i "H" (herrar) "D" (damer). Man kan även anmäla sig på plats i öppna klasser ("öppen motion").
Man får tävla i andra tävlingsklasser än de man tillhör men vissa regler gäller då. I ungdomsklasserna får man inte tävla i klass under sin ålder, men över. I de äldre klasserna får man tvärt om inte tävla i de klasserna över utan bara under. Dessa regler finns för att göra tävlingarna mer rättvisa, exempelvis för att en 16-åring inte ska kunna springa en 10-årings-bana.
På tävlingar finns också ofta en öppen klass för dem som inte har anmält sig innan. De öppna klasserna betecknas oftast med Ö (öppen klass) eller ÖM (öppen motion). Här finns siffror som betecknar klassen oftast 1-12. I öppna klasser finns inga åldersgränser.
I stafetter förekommer, speciellt för de äldre deltagarna, en klassindelning där summan av de tävlande lagmedlemmarnas ålder maximalt får uppgå till klassens namn, t.ex. 180. På de större stafetterna som 10-mila och Jukola finns det oftast bara några få klasser, då springer alla herrar eller damer samma klass. På 25-manna (och liknande tävlingar) finns det bara en klass men som innefattar båda könen och alla åldrar, men vissa sträckor tillåts bara springas av ett kön eller vissa åldrar.
Exempel på klasser är: 
- D16, deltagaren är dam och är max 16 år.
- H45, deltagaren är herr och är minst 45 år.
- H10, deltagaren är herr och är max 10 år.
- ÖM8, öppen bana, svart svårighetsgrad .
- D180, dam-stafett, deltagarnas sammanlagda ålder är 180 år.
- H14K(H14 Kort), deltagaren är herr och är max 14 år. Kort innebär att klassens svårighetsgrad är lägre än i den ordinarie klassen.

### Stafetter
Stafetter är en lagtävling vanligen med en masstart. För att orienterarna inte ska kunna följa varanda finns flera varianter av banan. Huvudprincipen som kallas gaffling är att varje lag måste springa varje sträcka mellan varje par av två kontroller, men inte nödvändigtvis i samma ordning. 

### Stora tävlingar

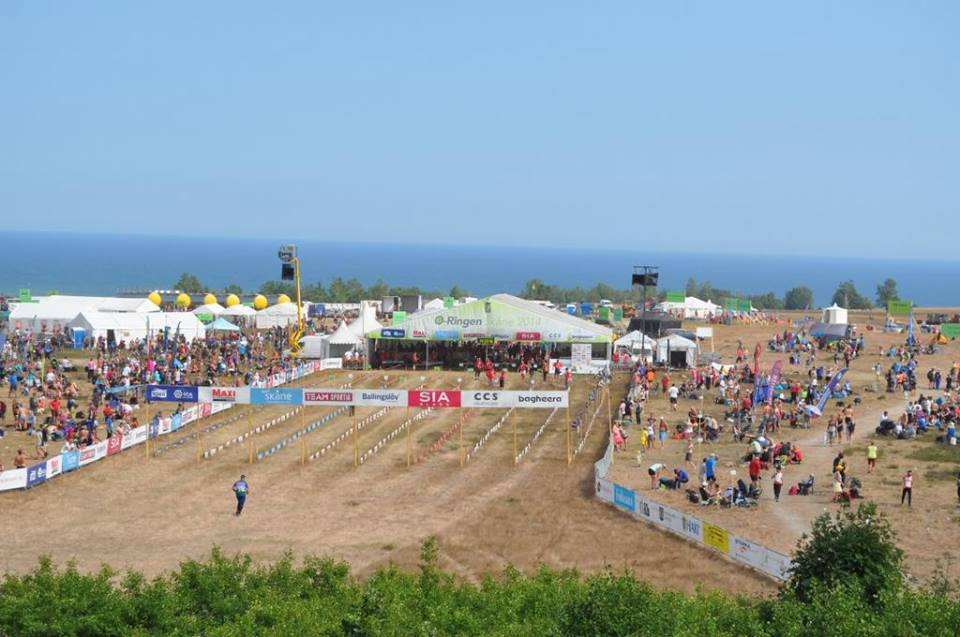
O-Ringen 2014 i Skåne

Den mest kända och största tävlingen är O-Ringen, som tidigare kallades "5-dagars", en internationell tävling som traditionellt avgjordes under fem dagar med lika många etapper. Numera pågår tävlingen ofta i sex dagar, med en vilodag efter två eller tre av tävlingsdagarna. 
Några stora stafetter är Tiomila-kavlen och 25-manna i Sverige, samt Jukolakavlen i Finland. 10-mila och Jukola löps med 10 respektive 7 sträckor på under natt och gryning under vår eller tidig sommar, och 25-manna löps på dagen med 25 sträckor (5 av sträckorna parallella) och arrangeras på hösten.
För eliten är Swedish League och SM i orientering de större tävlingarna under året. Swedish League är en serie med 7 deltävlingar under tre helger på våren, sista deltävlingen är en jaktstart utifrån resultat på de andra deltävlingarna. SM arrangeras i natt, sprint, sprintstafett, ultralång, långdistans, medeldistans och stafett. För sprint, sprintstafett, långdistans och medeldistans finns kvaltävlingar. Natt, sprint och sprintstafett arrangeras vanligtvis på våren, ultralång på sommaren och långdistans, medeldistans och stafett arrangeras på hösten. 
Världsmästerskapen i orientering och världscupen i orientering arrangeras årligen, och Europamästerskapen i orientering arrangeras vartannat år. Världsmästerskapen arrangerades från premiären 1966 till 1978 endast år med jämna årtal och därefter fram till 2003 endast år med udda årtal.

## Andra typer av orientering
Det är ganska vanligt att kombinera orientering med andra sporter, till exempel bilorientering, offroadorientering, skidorientering, orienteringsskytte, mountainbikeorientering, multisport och Rävjakt. Det finns även olika träningsformer och tävlingsformer av orienteringslöpning, såsom punktorientering, stjärnorientering, frågeorientering, linjeorientering och poängorientering.

### Precisionsorientering
Precisionsorientering (Pre-O) var från början till för rörelsehindrade men utövas idag också av många andra. Man förflyttar sig bara på stigar och vägar som är framkomliga för såväl rullstol som barnvagn. Det gäller att som namnet antyder precisera rätt kontroll.

### Poängorientering
Poängorientering innebär att alla kontroller är utritade för på varje karta, men utan färdiga banor. Löparen måste istället välja egen rutt till de kontroller som är möjligt att ta under en given tidsbegränsning. Varje kontroll har en poäng som är given från start, beroende av svårighetsgrad och avstånd. Ju längre bort kontrollen ligger från start, desto högre poäng och svårighetsgrad brukar den ha. Att överskrida tidsgränsen brukar leda till dryga poängavdrag. En tävling i Poängorientering går att dela in i klasser där de lättare klasserna får en kortare tidsgräns.

### Punktorientering
Punktorientering, (äks. promenadorientering) är vanlig bland nybörjare därför att deltagaren följer ett spår eller en grupp, där det gäller att hänga med på kartan var man befinner sig. När en hållpunkt ges av ledaren förväntas man kunna peka ut på kartan var man befinner sig. Jämför med Precisionsorientering där det omvänt gäller att precisera var i naturen en kontroll är på kartan. Punktorientering behöver dock inte hålla sig till lättframkomliga stråk.

### Stjärnorientering
I Stjärnorientering ligger kontrollerna samlade omkring ett "centrum". Löparen måste springa och ta en eller några kontroller i en riktning och sedan återvända till "centrum" innan nästa slinga påbörjas. Stjärnorientering kan utföras genom kartbyte i "centrum". Som träning kan det vara praktiskt att ha det så för att lättare turas om. Vidare behöver inte gruppen vänta in den sista så länge när varje slinga är kort och lättare kan hoppas över när tiden tagit slut.
Under 10-mila 2007 var stjärnorientering en del i huvudtävlingen med TV-bevakning i stjärnans "centrum".

### Linjeorientering
Linjeorientering har banor där kontrollerna inte visas exakt på kartan. Istället är en linje iritad, där inga uppenbara hållpunkter syns. Löparen måste försöka hålla sig till linjen så noga som möjligt för att inte missa kontrollerna som finns längs med den.

### Fjällorientering
Fjällorientering. 3-dagars patrulltävling med längre banor än vanliga orienteringstävlingar. Den klassiska fjällorienteringen sker i omgivningarna runt Östersund/Funäsdalen.  Första tävlingen hölls 1938. Tävlingen hade i slutet av 1980-talet mer än 500 patruller på startlinjen. De senaste decennierna så har varianter dykt upp som 2-dagars bergsmaraton med övernattning och enklare orienteringsmoment.

### Inomhusorientering
Inomhusorientering är när man springer en orienteringsbana inomhus, ofta i hus med flera våningar. De olika våningsplanen i byggnader gör detta till en speciell och avancerad orienteringsgren. Kartan är uppdelad i olika våningar, som ligger bredvid varandra på kartan. Vissa specialtecken har också gjorts för att göra det lättare, tex. spiraltrappor (som ser ut som två ringar, en mindre och en större) trappor är också speciellt markerade eftersom man använder dem när man byter våningsplan. För att hålla koll på vilken trappa som är vilken har varje trappa en bokstav. Inomhusorientering är dock inte så vanligt och det hålls bara några få tävlingar per år.
Den 29 december 2019 arrangerades även världens första stafett i inomhusorientering och det skedde på Mora gymnasium i Mora.

## Orientering i världen
Orientering härstammar från militärövningar i Norden under 1800-talet. Tack vare utvecklingen av mer pålitliga kompasser under 1930-talet ökade den i popularitet och på 1960-talet hade sporten blivit ett internationellt fenomen. Orientering gynnas av allemansrätten. I Sverige, Norge, Finland och Schweiz där det är fritt att springa i skogen, även organiserat, är orientering större. I många länder är detta inte tillåtet, och det blir ett stort problem med att skaffa tillstånd av alla markägare för träning och tävling.

### Orientering i OS
Orientering har en längre tid haft viljan att komma med i det olympiska programmet. Man ville först komma med i sommar-OS med "vanlig" orientering. Men man förstod att det skulle bli svårt. Det krävs enorma kampanjsummor för att komma med i sommar-OS, och sommarprogrammet är redan väldigt fullt. Det är även en svår match mot andra sporter som vill komma med i OS. Då kom man med idén att få in skidorientering i vinter-OS. Man har ansökt om att komma in i vinter-OS flera gånger, men hittills utan resultat. Senaste försöket var för att komma med i OS 2022. Men man kommer att försöka komma med i OS 2026 då nästa vinterspel anordnas.

### Internationellt
Internationellt är 78 olika nationella orienteringsförbund registrerade hos Internationella orienteringsförbundet (IOF). Sporten domineras av de nordiska länderna, Östeuropa samt Frankrike och Schweiz.

### Sverige
I Sverige är sporten ansluten till Riksidrottsförbundet genom Svenska Orienteringsförbundet med tidningen Skogssport. Sommaren 2011 överfördes skidorientering till Svenska Orienteringsförbundet från Svenska Skidförbundet.
Sedan 2004 utkommer O-Boken varje år. Varje år arrangeras orienteringsgalan där ett antal olika utmärkelser, bland annat årets orienterare, delas ut.
Flera högskolor och universitet har elitidrottsprofiler där orientering ingår. I landet finns även fyra riksidrottsgymnasium (RIG) inom orientering i Eksjö (Eksjö gymnasium), Sandviken (Bessemerskolan), Hallsberg (Alléskolan) och Mora (Mora gymnasium) (skidorientering) samt ett flertal regionala och lokala idrottsgymnasium med orienteringsinriktning.
Lokala orienteringsgymnasier (NIU):
- Katrinelundsgymnasiet (Göteborg)
- Alléskolan (Hallsberg), både RIG och NIU-utbildningar
- Fredrika Bremergymnasiet (Haninge)
- Sandagymnasiet (Huskvarna)
- Nordenbergsskolan (Olofström)
- Sundsvalls gymnasium (Sundsvall)
- Lugnetgymnasiet
- Celsiusskolan (Uppsala)
- Mora gymnasium (Mora), skidorientering RIG och NIU-utbildningar
- Älvsbyns gymnasium (Älvsbyn), orientering och skidorientering
- Rudbecksskolan (Sollentuna), orientering

Naturpasset är friskvårdssatsning med orientering som bas.
Sverige har över 500 orienteringsklubbar där den dagliga verksamheten med träningar pågår. Se Lista över orienteringsklubbar i Sverige

#### Historik
- 28 maj 1893 Första tävlingen anordnas för officerare vid Stockholmsgarnisonens årliga idrottsspel.[19]
- 31 oktober 1897 anordnas den första civila tävlingen av IK Tjalve i Nordmarka norr om Oslo.[19]
- 17 mars 1901 anordnar Sundbybergs IK Sveriges första civila orienteringstävling.[19]
- 1925 Damer tillåts för första gången att tävla.[19]
- 27 september 1935 Första svenska mästerskapet anordnas i Skinnskatteberg.[19]
- 6 januari 1938 Svenska Orienteringsförbundet bildas.[20]
- 21 maj 1961 Internationella orienteringsförbundet bildas i Köpenhamn.[21]

### Finland
I Finland arbetar Finlands Svenska Orienteringsförbund för att främja den svenskspråkiga orienteringsverksamheten i Svenskfinland. Finlands Svenska Orienteringsförbund är anslutet till Finlands Svenska Idrott samt som ett distrikt inom Finlands Orienteringsförbund (Suomen Suunnistusliitto, SSL).
- Den första orienteringstävlingen i Finland arrangerades 1923 i Grankulla av IFK Helsingfors.
- Finlands Svenska Orienteringsförbund bildades den 18 mars 1945.
- Finlands Orienteringsförbund bildades den 24 mars 1945.

### Framgångsrika orienterare

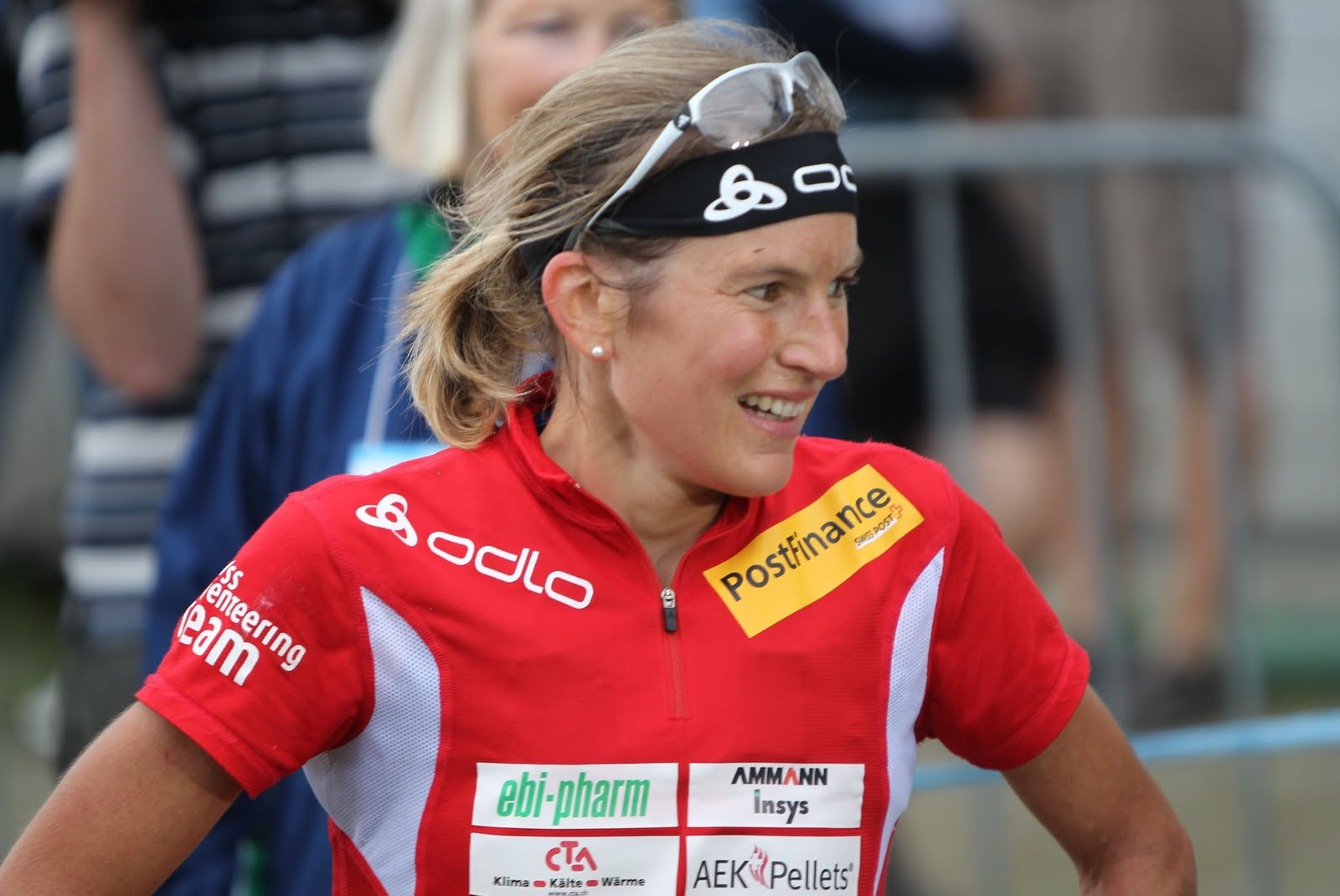
Simone Niggli är världens hittills bästa damorienterare, hon avslutade sin karriär 2013.

- Hanna Lundberg (SWE)
- Tove Alexandersson (SWE)
- Maja Alm (DEN)
- Hanny Allston (AUS)
- David Andersson (SWE)
- Gustav Bergman (SWE)
- Annika Billstam (SWE)
- Ida Bobach (DEN)
- Søren Bobach (DEN)
- Lena Eliasson (SWE)
- Emma Engstrand (SWE)
- Thierry Gueorgiou (FRA)
- Mats Haldin (FIN)
- Arja Hannus (SWE)
- Anne Margrethe Hausken (NOR)
- Fabian Hertner (SUI)
- Daniel Hubmann (SUI)
- Karolina A Höjsgaard (SWE)
- Helena Jansson (SWE)
- Marlena Jansson (SWE)
- Holger Hott Johansen (NOR)
- Jenny Johansson (SWE)
- Heli Jukkola (FIN)
- Mattias Karlsson (SWE)
- Minna Kauppi (FIN)
- Andrey Khramov (RUS)
- Annichen Kringstad (SWE)
- Matthias Kyburz (SUI)
- Jani Lakanen (FIN)
- Jonas Leandersson (SWE)
- Olav Lundanes (NOR)
- Matthias Merz (SUI)
- Matthias Müller (SUI)
- Jörgen Mårtensson (SWE)
- Simone Niggli (SUI)
- Valentin Novikov (RUS)
- Kent Olsson (SWE)
- Arto Rautiainen (SWE)
- Marita Skogum (SWE)
- Gunilla Svärd (SWE)
- Petter Thoresen (NOR)
- Mats Troeng (SWE)
- Bjørnar Valstad (NOR)
- Emil Wingstedt (SWE)
- Judith Wyder (SUI)
- Peter Öberg (SWE)

## Orientering och teknik
Orientering ligger långt fram inom tekniken. Här kommer en sammanfattning på vilka tjänster som finns för orientering.

### Orienteringstjänster på internet
Två stora tjänster på internet inom orienteringen är Eventor och Winsplit. 
Eventor är en tjänst för att anmäla sig till olika tävlingar. I Eventor finns det en stor tävlingskalender med samtliga tävlingar, och man kan där anmäla sig till tävlingarna. Varje tävling har en sida på Eventor och där finns inbjudan. Innan tävlingen finns också startlista på Eventor. Efter tävlingen finns resultat. Eventor ägs av Svenska orienteringsförbundet, men används även av andra länder.
Den andra stora tjänsten för orienterare är Winsplit. Winsplit gör att man kan se i detalj hur lång tid man har använt mellan olika kontroller, så kallade sträcktider. Man kan jämföra sig med andra, och man kan också se vem som hade de snabbaste tiderna mellan olika kontroller. Winsplit finns även som app till smartphones.

### GPS och vägvalsanalys

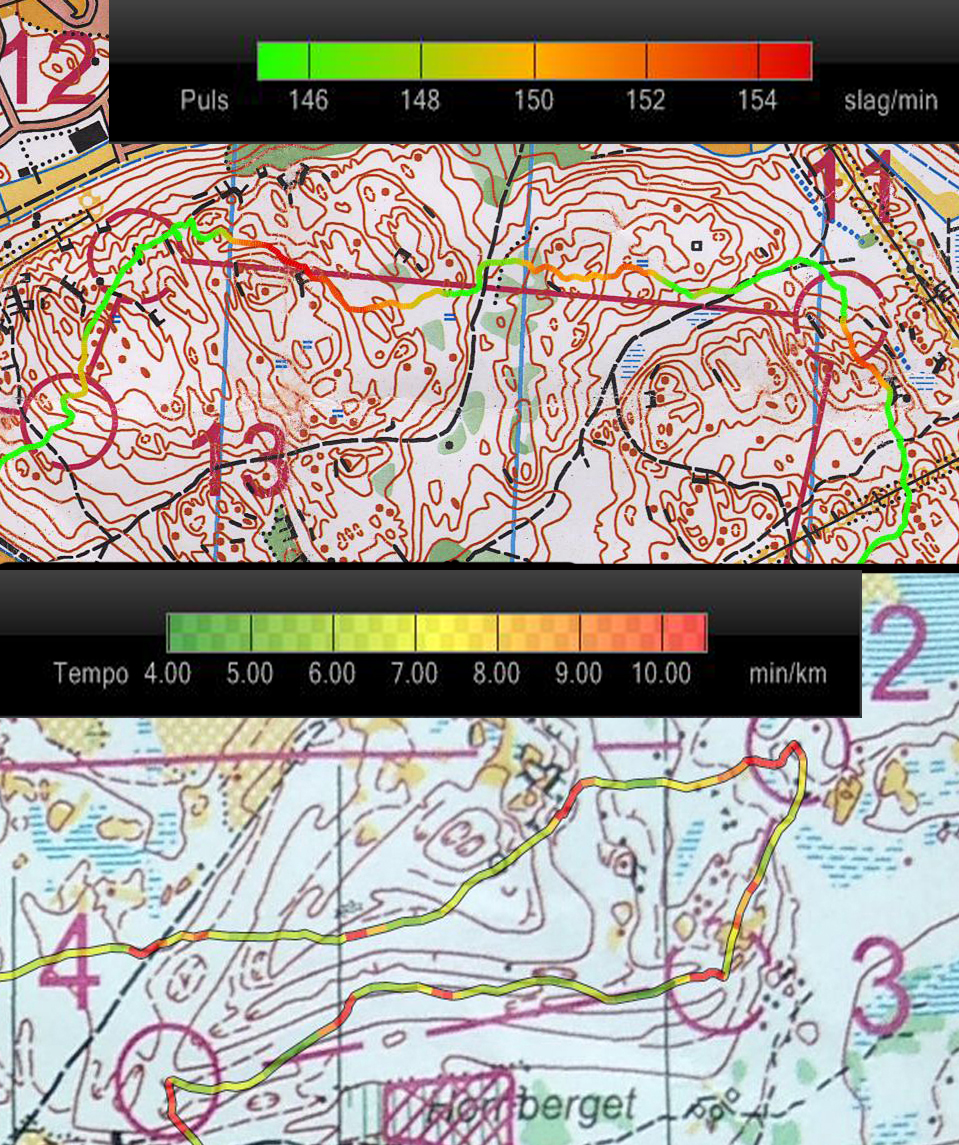
Exempel på hur en vägvalsanalys ser ut. Det färgade strecket visar löparens väg, och färgen visar hur snabbt löparen sprungit/vilken puls löparen haft. Grönt är snabbare, och rött är långsammare.

Många av löparna inom orientering har idag på sig en så kallad GPS-klocka. GPS betyder att klockan tar emot signaler från olika satelliter, och med hjälp av dessa räknar ut och lagrar aktuell position (longitud, latitud och altitud). På GPS-klockan kan man se hur långt och snabbt man har sprungit. Efter loppet kan man koppla in sin GPS-klocka i datorn. Då kan man se exakt var man har sprungit, och var man varit när man missat kontroller. Dessa GPS-klockor visar inte positionen man är på direkt i klockan, sådan utrustning får man inte ha med sig.
Man kan också ladda upp sitt GPS-spår i olika program, och löparna kan jämföra sin olika vägval. Man kan också se var man tappade tid mot de andra löparna.

## Orientering i TV

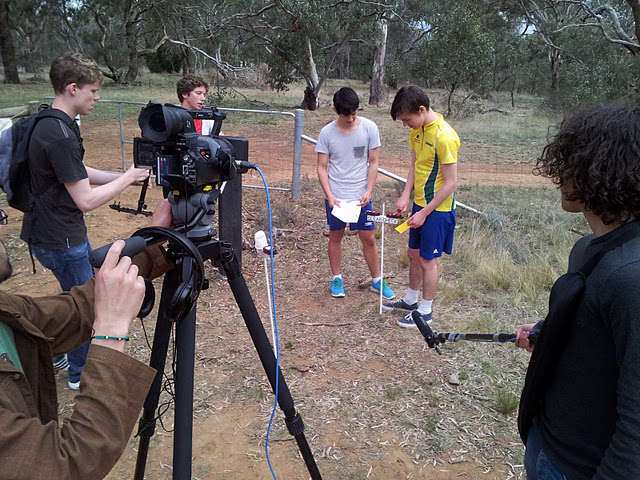
Filmteam som filmar orientering

Orientering har de senaste åren växt fram som en tv-sport. Orienteringen har haft problem med att synas i tv, eftersom man inte vet var löparna befinner sig, så det är svårt att följa dem med kameror, det är också dyrt att dra ledningar för att kunna ha kameror i skogen. Men med ny teknik har man kunnat kombinera tv och orientering på ett bra sätt. Man har visat löparnas GPS-spår på en karta för att få bättre uppfattning hur de ligger i förhållande till varandra. Man har också lättare kameror idag som inte behöver lika mycket teknik, och som kan skicka tv-signaler trådlöst till arenan. Det har ändå varit svårt att få till bra TV-sändningar, om man jämför med andra långdistanssporter såsom cykel, längdskidor eller löpning där deltagarna syns hela tiden. Framtida teknik med extremt lätta kameror som tävlande kan bära med sig kan bli en stor förbättring.
Flera stora orienteringstävlingar har sänts i tv, EM 2012 i Falun blev det en lyckad tv-sändning. Också VM har sänts i flera år. Man har även sänt flera världscup-tävlingar i tv, speciellt från Nordic Orienteering Tour (NORT) som varit en del av världscupen fram till 2013 då man valde att lägga NORT på is då det inte var lönsamt.

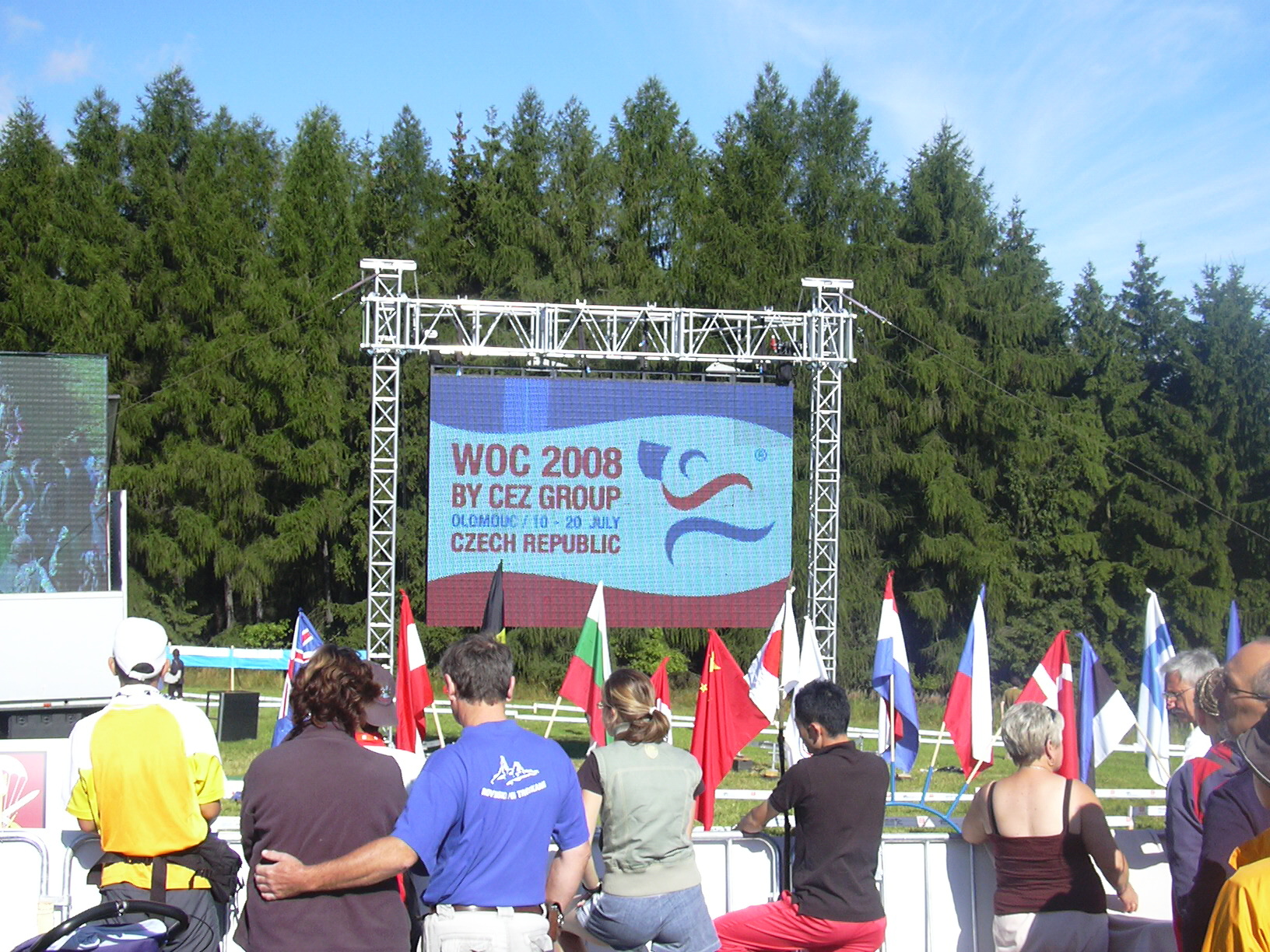
Storbildsskärm på VM 2008

Andra stora tävlingar som gjort tv-sändningar är 10-mila, Jukolakavlen och O-Ringen. På vissa av tävlingarna har man valt att sätta upp en storbildsskärm, för att kunna visa tv-bilder för besökarna på arenan.
SVT har sänt både VM, EM och världscupen i tv och på SVT Play.

## Orienterarsjukan
Orienterarsjukan är en sjukdom som har tagit livet av 17 personer som var aktiva inom orientering med minst ett fall känt från våren 2004. Sjukdomen orsakar hjärtsvikt hos drabbade.
Den förklaring som länge ansågs rimligast var att bakterien twar låg bakom. Men forskning visar att det är mest troligt är bakterien bartonella som är orsaken. Vid ökningen under 1992 sattes åtgärder in såsom tävlingsförbud under sex månader och antibiotikakur.
På 1960-talet förekom spridning av gulsot bland orienterare. Sår på benen som kommit av vassa buskar möjliggjorde spridning via blod. Detta löstes genom att kräva långa byxor som täcker benen.